# 1991 VG
1991 VG é um NEO (Objeto Próximo da Terra, no acrónimo em inglês) descoberto pelo astrónomo americano James Scotti em 6 de Novembro de 1991. Por causa de sua órbita inusitada e rápida variação em sua luminosidade, originalmente foi especulado como um possível objeto artificial feito pelo homem ou até por alguma civilização extraterrestre. 

## órbita semelhante a da Terra
Em 6 de Novembro de 1991, Scotti descobriu um objeto difícil de se visualizar, o qual posteriormente foi denominado 1991 VG. Foi descoberto que a órbita heliocêntrica do objeto era bastante similar a da Terra e que iria fazer uma aproximação com a Terra em apenas um mês depois da descoberta (em 5 de Dezembro de 1991). Devido a sua órbita parecida com o nosso planeta, a expectativa de vida desses tipos de objetos é relativamente curta, pois pode ou sofrer um impacto iminente com a Terra ou sua órbita pode ser deslocada pela mesma. A similaridade de sua órbita com a terrestre também foi muito difícil de ser esclarecida por explicações naturais, foi sugerido que poderia ser um corpo ejetado da órbita lunar ou perturbações não gravitacionais como a do Efeito de Yarkovsky. Mais recentemente, no primeiro Troiano da Terra - 2010 TK7 - foram identificados objetos que poderiam ser a origem de corpos como do 1991 VG. 

## Possível objeto monolítico
Desde a descoberta do 1991 VG, cerca de 80% dos pequenos asteroides com magnitude absoluta (H) mais fraca do que 22.0 (correspondente aos tamanhos menores do que 200 metros) os quais tiveram suas curvas de luz mensuradas apresentaram períodos de rotação menores do que 2 horas. Tamanha velocidade de rotação poderia causar conglomerados de detritos mantidos pela atração gravitacional  e perturbados apenas pela força centrifuga. A maioria desses corpos, portanto, seriam objetos monolíticos ou conglomerados que são mantidos juntos por outras forças senão a gravidade (rochas monolíticas, um grupo de detritos fundidos pelo um impacto de um asteróide ou por alguma outra força natural qualquer). A variação da curva de luz pouco comum do 1991 VG detectada durante sua aproximação da Terra em Dezembro de 1991 não seria mais, portanto, considerada singular e misteriosa para alguns estudiosos.  

## Possível origem artificial
A incerteza da origem do objeto, combinada com a sua rápida variação de sua luminosidade nas imagens feitas durante sua aproximação com a Terra, levantaram uma pequena especulação de que o corpo poderia ter uma origem artificial. Quando o 1991 VG passou pela primeira vez na terra após a sua descoberta, foi lançada uma hipótese de que o objeto não passaria de um foguete de algum satélite lançado na década de 70. Aproximações posteriores revelaram que a idade do objeto era anterior a era da exploração espacial. 
Algumas pessoas propuseram a possibilidade do 1991 VG ser um objeto extraterrestre, tal como uma Sonda Bracewell (um conceito hipotético de uma sonda que teria a finalidade de se comunicar com civilizações alienígenas), porque a sua órbita não coincidia com qualquer objeto feito pelo homem ou algum corpo espacial. O Dr Ducan Steel sugeriu uma origem extraterrestre no seu artigo publicado no The Observatory. Entretanto, Trevor Paglen sugere que as observações de Steel não foram feitas de maneira realmente séria. 